# Hinai Kanan
Hinai Kanan is een bestuurslaag in het regentschap Langkat van de provincie Noord-Sumatra, Indonesië. Hinai Kanan telt 2873 inwoners (volkstelling 2010).